# Projekt Isabela
Projekt Isabela – zainicjowany przez Charles Darwin Foundation i Park Narodowy Galapagos w 1997 r. i ukończony w 2006 r. projekt ochrony i rewitalizacji przyrody oraz odtworzenia bioróżnorodności na wyspach Pinta i Santiago oraz północnej części wyspy Isabela, wprowadzony w związku ze znaczącymi zniszczeniami w środowisku spowodowanymi przez sprowadzenie na wyspy kóz.
Kozy sprowadzono na archipelag w XIX i na początku XX w., łącznie na 13 wysp. Kozy okazały się groźne dla miejscowych ekosystemów i spowodowały spadek bioróżnorodności wysp. Do 1997 r. z sukcesem usunięto kozy z pięciu mniejszych wysp archipelagu, wciąż jednak występowały one na Pinta, Santiago, 5 wyspach zamieszkanych przez ludzi oraz na wysepce położonej na zachód od wybrzeża wyspy Isabela.
W latach 70.  XX w. kozy obecne na południowej części Isabeli przekroczyły niegościnne tereny Perry Isthmus i pojawiły się na południowych zboczach wulkanu Alcedo. W ciągu kolejnych 10-15 lat ich populacja gwałtownie wzrosła, powodując intensywną degradację środowiska. Występujące w tym rejonie żółwie korzystały z cienia gęstych lasów oraz tworzących się oczek wodnych, a na wyższych partiach zboczy występowały liczne epifity. Pojawienie się kóz spowodowało zniszczenie lasów, zagrażając populacji żółwi, ptaków, owadów i roślin. Jednocześnie populacja kóz nadal rosła i rozprzestrzeniała się w stronę wulkanów Darwin i Wolf. Pojawienie się kóz w każdym rejonie powodowało stopniową transformację złożonych ekosystemów w trawiaste monokultury i postępującą erozję zboczy wulkanów.
Do usunięcia kóz zastosowano zaawansowane metody łowieckie, przećwiczone uprzednio na populacji świń na Santiago i nielicznych kozach pozostałych na Pinta. Do operacji zastosowano helikoptery i narzędzia lokalizacyjne, a w dalszej fazie kozy wyposażone w lokalizatory, które wypuszczano na wolność i pozwalano dołączyć do tropionych stad (kozy-Judasze) oraz wysterylizowane samice kóz z założonymi lokalizatorami (kozy-Mata Hari). 
Po wyeliminowaniu świń z Santiago w 2000 r. zintensyfikowano prace nad projektem eliminacji kóz, a zakrojona szeroką skalę operacja polowania na kozy została rozpoczęta na Isabela w 2004 r. Do końca 2005 r. usunięto kozy z wysp Pinta i Santiago oraz północnej części Isabela, niewielka ich liczba (20–30 sztuk) pozostała zaś na południowej części Isabela. W 2006 r. Santiago ogłoszono wolną od introdukowanych gatunków, operacje terenowe przeciw kozom zakończono na archipelagu w marcu 2006 r. Zaraz po usunięciu kóz populacje miejscowych gatunków dokonały szybkiej odbudowy. W następnych latach prowadzono systematyczny monitoring wysp, który wykazał brak niepożądanych kóz.
Koszty likwidacji kóz oszacowano na 6,1 mln dolarów, z czego ponad 33% przeznaczono na eliminację ostatniego tysiąca sztuk oraz późniejszy monitoring.